# جامعة مصر للعلوم والتكنولوجيا
جامعة مصر للعلوم والتكنولوجيا (بالإنجليزية: Misr University for Science and Technology)‏ أو ماست (MUST) هي جامعة مصرية خاصة أنشأت بالقرار الجمهوري رقم 245 لسنة 1996، استنادا للقانون 101 لسنة 1992، الخاص بإنشاء الجامعات الخاصة. والجامعة عضو عامل في اتحاد الجامعات العربية، واتحاد الجامعات الأفريقية. تحتوي الجامعة أيضا على مستشفى ودار للأوبرا داخل الجامعة.

## كليات الجامعة
1. كلية الطب البشري.
2. كلية طب الأسنان.
3. كلية الصيدلة.
4. كلية العلاج الطبيعي.
5. كلية التكنولوجيا الحيوية.
6. كلية الاقتصاد والإدارة.
7. كلية الإعلام.
8. كلية اللغات والترجمة.
9. كلية تكنولوجيا المعلومات.
10. كلية العلوم الطبية التطبيقية.
11. كلية الآثار والإرشاد السياحي.
12. كلية التربية الخاصة.
13. كلية الهندسة.
14. كلية التمريض .

## كلية الهندسة
تتكون الكلية من الأقسام التالية:
- قسم الهندسة المعمارية.
- قسم هندسة التشييد والبناء:[7]
  - شعبة هندسة المواصلات.
  - شعبة هندسة الإنشاءات.
  - شعبة هندسة الهيدروليكا، البيئة، إدارة التشييد أو مزيج من موادها الاختيارية.
- قسم الهندسة الكهربية:
  - شعبة هندسة القوى والآلات الكهربية.
  - شعبة هندسة الالكترونيات والاتصالات.
  - شعبة هندسة الحاسبات والبرمجيات.
  - شعبة الهندسة الطبية الحيوية.
- قسم هندسة القوى الميكانيكية:[8]
  - تركيز هندسة الطيران.
  - تركيز هندسة السيارات.
  - تركيز هندسة التبريد والتكييف.
  - تركيز التصميم الميكانيكي.
  - تركيز هندسة المواد.
  - تركيز هندسة الطاقة المتجددة.
- قسم هندسة الميكاترونكس.
- قسم الهندسة الصناعية والأنظمة.

## مراكز الجامعة
- مركز الأبحاث.
- مركز الليزر للأسنان.
- مركز العلوم الأساسية.
- مركز تكنولوجيا التعليم.
- مركز ضمان الجودة والاعتماد.
- مركز الحاسبات والمعلومات.
- مركز تحقيق التراث العربي.
- مركز التنمية الإدارية.
- مركز التبادل الطلابى.

## وصلات خارجية
- الموقع الرسمي